# Zibreira
Zibreira é uma povoação portuguesa sede da Freguesia de Zibreira do Município de Torres Novas, freguesia com 10,49 km² de área e 940 habitantes (censo de 2021), tendo, por isso, uma densidade populacional de 89,6 hab./km².
É nesta freguesia que se localiza o nó da A1 (Auto-Estrada do Norte) com a A23 (Auto-Estrada da Beira Interior). É uma freguesia bastante industrializada, com o número de indústrias a aumentar, devido à sua localização.
Nesta freguesia localizam-se as aldeias de Zibreira, Almonda e Videla.

## Demografia
A população registada nos censos foi:
| Distribuição da População por Grupos Etários | Distribuição da População por Grupos Etários | Distribuição da População por Grupos Etários | Distribuição da População por Grupos Etários | Distribuição da População por Grupos Etários |
| -------------------------------------------- | -------------------------------------------- | -------------------------------------------- | -------------------------------------------- | -------------------------------------------- |
| Ano                                          | 0-14 Anos                                    | 15-24 Anos                                   | 25-64 Anos                                   | > 65 Anos                                    |
| 2001                                         | 165                                          | 145                                          | 560                                          | 188                                          |
| 2011                                         | 119                                          | 123                                          | 545                                          | 241                                          |
| 2021                                         | 103                                          | 78                                           | 462                                          | 297                                          |

## Património
- Gruta da Nascente do Almonda
- Lapa da Bugalheira ou Lapa dos Coelhos na aldeia de Almonda
- Igreja de São Sebastião
- Capela de Almonda